# お笑いの日
『お笑いの日』（おわらいのひ、英: OWARAI DAY）は、TBSテレビが2020年から放送している約8時間のオムニバス特別番組である。

## 概要
「ザ・ベストワン」「キングオブコント」など、お笑い芸人が出演する企画や番組を8時間にかけて生放送する。2021年 - 2023年は「水曜日のダウンタウン」、2024年は「バナナサンド」内で「お笑いの日」の開催日と企画・参加する番組が発表された。
番組全体のテーマ曲はAIRの「Kids Are Alright」、オープニングのアバンVTRはGEZANの「Absolutely Imagination」(2020年)、「赤曜日」(2021年)、BALLOND'ORの「ICE BOY」(2022年)、爆弾ジョニーの「A.I.R」(2023年)、WurtSの「SWAM」(2024年)、エンディング曲はFUN FUN ATITUDEの「Don't Say Goodbye」。

## 出演者

### 第1部 MC
- ダウンタウン[注釈 2]（浜田雅功・松本人志）（2020年 - 2023年）
- かまいたち（山内健司・濱家隆一）（2024年）

### 第2部（キングオブコント）MC
- 浜田雅功（ダウンタウン）

## お笑いの日2020
2020年9月26日（土曜日）に放送。
番組特製Tシャツのデザインを野性爆弾のくっきー！が手掛け、歴代「キングオブコント」王者のかまいたちとハナコが番組大使を務めた。

### タイムテーブル

#### 『音ネタFES〜OTO-NETA-FES〜』
14時00分 - 15時30分
2020年9月22日に閉館した旧赤坂BLITZの跡地から生放送。
「笑い×音楽」のフェスを開催。ミュージシャンと音ネタ芸人が一日限りのコラボ。
【出演】渡辺直美、ハライチ岩井、パオロ、かまいたち、Mr.マリック、広瀬香美、どぶろっく、ロバート、清塚信也、Creepy Nuts、ゆりやんレトリィバァ、レイザーラモンRG、カミナリ、あばれる君、とろサーモン久保田、フワちゃん、ジョイマン、はなわ、AMEMIYA、永野、テツandトモ、とにかく明るい安村、野性爆弾・くっきー!、チョコレートプラネット、chelmico、さや香
【進行】田村真子（TBSテレビアナウンサー）
| 順 | お笑い芸人・アーティスト                                   | タイトル                             |
| -- | ---------------------------------------------------------- | ------------------------------------ |
| 1  | どぶろっく×広瀬香美                                        | 大きなイチモツをください             |
| 2  | 渡辺直美×ハライチ岩井勇気                                  | 塩の魔神&醤油の魔神                  |
| 3  | チョコレートプラネット×chelmico                            | カラオケ                             |
| 4  | かまいたち×Mr.マリック                                     | 監禁                                 |
| 5  | Creepy Nuts×ラップ大好き芸人                               | 「お笑いの日」スペシャルコラボラップ |
| 6  | くっきー！                                                 | ロックンロール空手                   |
| 7  | さや香                                                     | ダンスの大会                         |
| 8  | ロバート×清塚信也                                          | SPM                                  |
| 9  | フワちゃん×音ネタオールスター×東海大学菅生高等学校吹奏楽部 | 懐かし音ネタメドレー                 |

#### 『ベスト・オブ・ザ・ドリームマッチ〜BEST OF THE DREAM MATCH〜』
15時30分 - 16時30分
『史上空前!!笑いの祭典ザ・ドリームマッチ』優勝ネタやビッグカップルが演じた秘蔵映像を振り返り、ダウンタウンとさまぁ～ずが第7世代からの忖度ナシの生質問に答える。進行役を務めた齋藤と野村はこの日がテレビの初鳴きだった。
【出演】ダウンタウン、さまぁ〜ず
【VTR出演】3時のヒロイン、宮下草薙、ぺこぱ、四千頭身
【進行】山本里菜、齋藤慎太郎、野村彩也子（いずれもTBSテレビのアナウンサーで、齋藤・野村は入社1年目）
|               | シャッフルコンビ                                        | 大会名                 |
| ------------- | ------------------------------------------------------- | ---------------------- |
| ぺこぱ        | 松本人志（ダウンタウン）&トシ（タカアンドトシ）         | ザ・ドリームマッチ2007 |
| 3時のヒロイン | 三村マサカズ（さまぁ～ず）&田中直樹（ココリコ）         | ザ・ドリームマッチ2005 |
| 宮下草薙      | 大竹一樹（さまぁ～ず）&小杉竜一（ブラックマヨネーズ）   | ザ・ドリームマッチ2009 |
| 四千頭身      | 浜田雅功（ダウンタウン）&田村淳（ロンドンブーツ1号2号） | ザ・ドリームマッチ2006 |

| 質問者   | 質問内容                                                          | 回答                       |
| -------- | ----------------------------------------------------------------- | -------------------------- |
| ぺこぱ   | 「いま本気で見たいドリームコンビは誰と誰？」                      | 浜田・なつみ(回答者・松本) |
| 四千頭身 | 「ダウンタウンが2人揃ってネタをやることはもう一生ないのですか？」 |                            |

#### 『ザ・ベストワン〜THE BEST ONE〜』
16時30分 - 19時00分
漫才・コント・ピン芸など、いま一番見たいベストな芸人たちが“ベストワン”なネタを披露する。
【MC】笑福亭鶴瓶、今田耕司、新木優子
【出演】野村萬斎（オープニングゲスト）、EXIT、かまいたち、シャンプーハット、チョコレートプラネット、ドランクドラゴン、NON STYLE、バイきんぐ、ハナコ、ミキ、四千頭身、ロッチ、ロバート、笑い飯
【ベストワンミニッツ】エイトブリッジ、オジンオズボーン、クロスバー直撃、衝撃デリバリー、TOKU、ビスケットブラザーズ、ヒロカズ劇場、ヘンダーソン、わらふぢなるお

#### 『Demae-can キングオブコント2020〜KING OF CONTE2020〜』
19時00分 - 21時54分
コント日本一を決める大会の13回目。
【MC】浜田雅功、日比麻音子（TBSテレビアナウンサー）
【審査員】松本人志、さまぁ～ず、バナナマン
【ファイナリスト】うるとらブギーズ、空気階段、ザ・ギース、GAG、ジャルジャル、ジャングルポケット、滝音、ニッポンの社長、ニューヨーク、ロングコートダディ

## お笑いの日2021
2021年10月2日（土曜日）に放送。
2021年9月8日に放送された「水曜日のダウンタウン」の中で「お笑いの日2021」が2021年10月2日に「キングオブコント2021」「お笑いミクスチャーフェス」「賞金奪い合いネタバトル ソウドリ〜SOUDORI〜」「ザ・ベストワン」の4つのブロックで8時間生放送することが発表された。

### タイムテーブル

#### 『お笑いミクスチャーフェス〜OWARAI MIXTURE FES〜』
14時00分 - 15時30分
アジア初の360度シアター 「IHIステージアラウンド東京」を舞台に芸人とアーティストのコラボパフォーマンスを披露。
【MC】ダウンタウン（浜田雅功・松本人志）
【進行】田村真子（TBSテレビアナウンサー）
【出演】かまいたち、マヂカルラブリー、ぺこぱ、トム・ブラウン、くっきー!、もう中学生、おいでやすこが、バカリズム、ハリウッドザコシショウ、ダチョウ倶楽部、プリンセス天功、高橋名人、アンミカ、MOUNTAINGRAPHICS、華原朋美、板垣恵介、nanami、三上雅則、喉押さえマン
| 順 | お笑い芸人・アーティスト                                                  |
| -- | ------------------------------------------------------------------------- |
| 1  | おいでやすこが×華原朋美                                                   |
| 2  | バカリズム×グラップラー刃牙（板垣恵介）                                   |
| 3  | マヂカルラブリー×高橋名人                                                 |
| 4  | ぺこぱ×アンミカ                                                           |
| 5  | ダチョウ倶楽部×法師温泉 長寿館                                            |
| 6  | もう中学生×くっきー!                                                      |
| 7  | トム・ブラウン×MOUNTAINGRAPHICS                                           |
| 8  | ハリウッドザコシショウ×天才モノマネ軍団（nanami・三上雅則・喉押さえマン） |
| 9  | かまいたち×プリンセス天功                                                 |

#### 『賞金奪い合いネタバトル ソウドリ〜SOUDORI〜』
15時30分 - 16時30分
あらゆる賞レースのチャンピオンによるネタバトルが繰り広げられ、優勝者は賞金総額最大200万円を「ソウドリ」する。
【MC】有田哲平（くりぃむしちゅー）
【進行】宇賀神メグ、野村彩也子（いずれもTBSテレビアナウンサー）
【出演】ミキ（『ソウドリ』1時間スペシャル優勝）、どぶろっく（キングオブコント2019キング）、ハリウッドザコシショウ（R-1ぐらんぷり2016優勝）、3時のヒロイン（女芸人No.1決定戦 THE W 2019チャンピオン）、アインシュタイン（オールザッツ漫才2011・2014、第48回NHK上方漫才コンテスト優勝）、コロコロチキチキペッパーズ（キングオブコント2015キング）

#### 『ザ・ベストワン〜THE BEST ONE〜』
16時30分 - 19時00分
漫才・コント・ピン芸など、いま一番見たいベストな芸人たちが“ベストワン”なネタを披露する。
【MC】笑福亭鶴瓶、今田耕司、山本里菜（TBSテレビアナウンサー）

#### 『カーネクスト キングオブコント2021〜KING OF CONTE2021〜』
19時00分 - 21時54分
通算14回目の開催となる、コント日本一を決める大会。
【MC】浜田雅功、日比麻音子（TBSテレビアナウンサー）
【審査員】松本人志、山内健司（かまいたち）、小峠英二（バイきんぐ）、秋山竜次（ロバート）、飯塚悟志（東京03）
【ファイナリスト】うるとらブギーズ 、蛙亭 、空気階段 、ザ・マミィ 、ジェラードン 、そいつどいつ 、男性ブランコ 、ニッポンの社長 、ニューヨーク 、マヂカルラブリー

## お笑いの日2022
2022年10月8日（土曜日）に放送。
2022年9月7日に放送された「水曜日のダウンタウン」の中で「お笑いの日2022」が2022年10月8日に「お笑いプラスワンFES」、「あらびき団」「ザ・ベストワン」「キングオブコント2022」の4つのブロックで8時間の生放送をすることが発表された。

### タイムテーブル

#### 『お笑いプラスワンFES〜OWARAI PLUS ONE FES〜』
14時00分 - 15時30分
第1回放送後からの改修工事を経て、当回の放送日（10月8日）にオープンしたTBS AKASAKA BLITZ STUDIOから生放送。
今勢いのある若手芸人に人気芸人が1名加わりネタを披露する新企画。
【MC】ダウンタウン（浜田雅功・松本人志）
【進行】田村真子（TBSテレビアナウンサー）
【出演】マヂカルラブリー、鬼越トマホーク、錦鯉、見取り図、アンガールズ、ランジャタイ、ニューヨーク、さらば青春の光、又吉直樹（ピース）、ほんこん、ウド鈴木（キャイ～ン）、おいでやす小田、三村マサカズ（さまぁ～ず）、津田篤宏（ダイアン）、ジェラードン・かみちぃ、木下隆行（TKO）
| 順 | お笑い芸人       | プラスワン芸人             |
| -- | ---------------- | -------------------------- |
| 1  | 見取り図         | おいでやす小田             |
| 2  | ニューヨーク     | かみちぃ（ジェラードン）   |
| 3  | アンガールズ     | 三村マサカズ（さまぁ〜ず） |
| 4  | 鬼越トマホーク   | ほんこん                   |
| 5  | ランジャタイ     | 津田篤宏（ダイアン）       |
| 6  | マヂカルラブリー | 又吉直樹（ピース）         |
| 7  | 錦鯉             | ウド鈴木（キャイ～ン）     |
| 8  | さらば青春の光   | 木下隆行（TKO）            |

#### 『あらびき団〜ARABIKIDAN〜』
15時30分 - 16時30分
あら削りな一芸を持つパフォーマーが登場。
【MC】東野幸治、藤井隆

#### 『ザ・ベストワン〜THE BEST ONE〜』
16時30分 - 19時00分
漫才・コント・ピン芸など、いま一番見たいベストな芸人たちが“ベストワン”なネタを披露する。
【MC】笑福亭鶴瓶、今田耕司、山本里菜（TBSテレビアナウンサー）
【出演】おぎやはぎ、空気階段、コサキン（小堺一機＆関根勤）、シソンヌ、霜降り明星、ジャルジャル、錦鯉、ニューヨーク、NON STYLE、爆笑問題、ハナコ、マヂカルラブリー、見取り図、ロッチ

#### 『カーネクスト キングオブコント2022〜KING OF CONTE2022〜』
19時00分 - 21時54分
通算15回目の開催となる、コント日本一を決める大会。
【MC】浜田雅功、日比麻音子（TBSテレビアナウンサー）
【審査員】松本人志、飯塚悟志、小峠英二、秋山竜次、山内健司
【ファイナリスト】いぬ、かが屋、クロコップ、コットン、最高の人間、ニッポンの社長、ネルソンズ、ビスケットブラザーズ、や団、ロングコートダディ

## お笑いの日2023
2023年10月21日（土曜日）放送。
9月27日、「キングオブコント2023」の決勝に進出する10組の顔ぶれとともに、同番組の開催が明らかとなった。「お笑いプラスワンFES」、「つかみ‐1グランプリ」「ザ・ベストワン」「キングオブコント2023」の4つのブロックで8時間の生放送される予定で、この番組の2日後の10月23日からスタートする『ジョンソン』のメンバーもさまざまな形で登場した。

### タイムテーブル

#### 『お笑いプラスワンFES〜OWARAI PLUS ONE FES〜』
14時00分 - 15時30分
今勢いのある若手芸人に人気芸人が1名加わりネタを披露する企画。
【MC】ダウンタウン（浜田雅功・松本人志）
【進行】山本里菜（出演の時点ではTBSテレビアナウンサー）
【出演】空気階段、ジェラードン、金属バット、ヨネダ2000、さらば青春の光、ハナコ、ランジャタイ、島田珠代、千原ジュニア（千原兄弟）、デッカチャン、西川のりお（西川のりお・上方よしお）、木本武宏（TKO）、土屋伸之（ナイツ）、津田篤宏（ダイアン）
| 順 | お笑い芸人     | プラスワン芸人                       |
| -- | -------------- | ------------------------------------ |
| 1  | さらば青春の光 | 木本武宏（TKO）                      |
| 2  | 空気階段       | 島田珠代                             |
| 3  | ジェラードン   | 千原ジュニア（千原兄弟）             |
| 4  | ハナコ         | 土屋伸之（ナイツ）                   |
| 5  | ヨネダ2000     | 西川のりお（西川のりお・上方よしお） |
| 6  | 金属バット     | デッカチャン                         |
| 7  | ランジャタイ   | 津田篤宏（ダイアン）                 |

#### 『ラヴィット!Presents つかみ-1グランプリ』
15時30分 - 16時30分。
漫才の"つかみ"を競う企画
【MC】川島明（麒麟）
【進行】田村真子（TBSテレビアナウンサー）
【ファイナリスト】きしたかの、金魚番長、三拍子、スーパーニュウニュウ、ストレッチーズ、黄昏の森、W刑事、ちゃんぴおんず、トム・ブラウン、虹の黄昏、バッチトゥース、ハナイチゴ、パンプキンポテトフライ、マリーマリー、ヤーレンズ、忘れる。
【審査員】錦鯉、マヂカルラブリー、ミルクボーイ、なすなかにし、見取り図、矢田亜希子、守屋麗奈（櫻坂46）

#### 『ザ・ベストワン〜THE BEST ONE〜』
16時30分 - 19時00分
漫才・コント・ピン芸など、いま一番見たいベストな芸人たちが“ベストワン”なネタを披露する。
【MC】笑福亭鶴瓶、今田耕司
【出演】宇賀神メグ（TBSテレビアナウンサー）

#### 『カーネクスト キングオブコント2023〜KING OF CONTE2023〜』
19時00分 - 21時54分
通算16回目の開催となる、コント日本一を決める大会。
【MC】浜田雅功、日比麻音子（TBSテレビアナウンサー）
【審査員】松本人志、飯塚悟志、小峠英二、秋山竜次、山内健司
【ファイナリスト】ゼンモンキー、隣人、ファイヤーサンダー、カゲヤマ、サルゴリラ、ラブレターズ、蛙亭、ジグザグジギー、や団、ニッポンの社長

## お笑いの日2024
2024年10月12日（土曜日）放送。松本の芸能活動休止によりかまいたちが第1部のMCを務めることになり、浜田は第2部『キングオブコント2024』のみの出演となった。
9月12日に『キングオブコント2024』決勝へ進出する10組を発表した。
9月24日の『バナナサンド』放送中に、同番組の開催を発表した。昨年から引き続き『ラヴィット!』『ザ・ベストワン』が参加し、『究極の男は誰だ!?最強スポーツ男子頂上決戦2024秋』が参加する。
今年度はTBSラジオも、ナイツのMCで午前9時から5時間生放送した。

### タイムテーブル

#### ラジオ
9時00分 - 14時00分
テレビ版の出演権を懸けた芸人オーディション企画やリスナー参加の「大喜利大会」が開催されるほか、「マイナビ Laughter Night」（TBSテレビアナウンサーの御手洗菜々が進行役を務める若手芸人の発掘番組）の特別編も開催した。
【MC】ナイツ（土屋伸之・塙宣之）、御手洗菜々（TBSテレビアナウンサー）
【ゲストMC】向井慧（パンサー）、川島明（麒麟）
【ゲスト】とにかく明るい安村、見取り図、かまいたち、藤本敏史（FUJIWARA）、津田篤宏（ダイアン）

#### 『目指せラスト1枠!テレビ出演権バトル』
テレビ版「お笑いの日2024」の最後の出演枠をかけて若手芸人3組が街へ飛び出し、街中の人から『最近一番笑ったこと』を集めて番組最後にスタジオで披露。一番面白かった芸人はそのまま「お笑いの日2024」へ出演することができるオーディション企画。
【出場者】どんぐりたけし、マリーマリー、サスペンダーズ

#### 『味の素（株）Presents 1週間「Cook Do」オイスターソース生活プレゼンバトル』
きしたかのとママタルトが「Cook Do」オイスターソースと1週間共に過ごし、どちらが面白いプレゼンができるかの対決企画。
【出演】きしたかの、ママタルト

#### 『マイナビ Laughter Night ラジオお笑いの日カップ』
若手芸人が番組への出演権を賭けて渾身のネタを披露するTBSラジオの若手芸人発掘番組『マイナビ Laughter Night』の特別版。今回は「音ネタ」「歌ネタ」「リズムネタ」限定でネタを披露し、スタジオメンバーで審査を行う。優勝特典は『ヤーレンズの#ふらっと』の出演権。
【ゲスト】ヤーレンズ
【出場者】ムラタケ、友田オレ、ツンツクツン万博、藤元達弥、お見送り芸人しんいち

#### テレビ
14時00分 - 18時30分（第1部）
【第1部MC】かまいたち（山内健司・濱家隆一）、宇賀神メグ（TBSテレビアナウンサー）
【第1部参加芸人】青木マッチョ（かけおち）、囲碁将棋、いぬ、インポッシブル、ウエストランド、エルフ、おかずクラブ、岡野陽一、鬼越トマホーク、お見送り芸人しんいち、蛙亭、ガクテンソク、カゲヤマ、きしたかの、ギャロップ、9番街レトロ、金属バット、国崎和也（ランジャタイ）、ケンドーコバヤシ、ザ・マミィ、さや香、サンシャイン池崎、3時のヒロイン、三拍子、GAG、ジェラードン、真空ジェシカ、タイムマシーン3号、ちゃんぴおんず、東京ホテイソン、とにかく明るい安村、トム・ブラウン、中西茂樹（なすなかにし）、ななまがり、ニューヨーク、ネルソンズ、ぱーてぃーちゃん、はるかぜに告ぐ、春とヒコーキ、パンプキンポテトフライ、ヒコロヒー、ビスケットブラザーズ、フースーヤ、FUJIWARA、紅しょうが、牧野ステテコ、マシンガンズ、街裏ぴんく、マヂカルラブリー、ママタルト、見取り図、モグライダー、やす子、レイザーラモン、レインボー、マリーマリー（※50音順）

#### キングオブコンジョー
第1部の通し企画。

#### 『ラヴィット!Presents 出会い頭-1グランプリ』
14時30分 - 15時30分
【MC】濱家隆一（かまいたち）、田村真子（TBSテレビアナウンサー）
【ツッコミ芸人】 井口浩之（ウエストランド）、津田篤宏（ダイアン）、藤本敏史（FUJIWARA）、村上（マヂカルラブリー）、盛山晋太郎（見取り図）
【ボケ芸人】川北茂澄（真空ジェシカ）、くっきー!（野性爆弾）、国崎和也（ランジャタイ）、サンシャイン池崎、村上ショージ、太田光（爆笑問題）
【審査員】川島明（麒麟）、山内健司（かまいたち）、三拍子、若槻千夏、城田優、萱和磨

#### 『究極の男は誰だ!?最強スポーツ男子頂上決戦〜SPODAN〜』
15時45分 - 16時50分
【実況】杉山真也（TBSテレビアナウンサー）
【解説】ケンドーコバヤシ
【スポーツ男子軍】武知海青、山田章仁、中村克

#### 『ザ・ベストワン〜THE BEST ONE〜』
17時00分 - 18時15分
“ザ・ベストワンコラボレーション''と題し、人気芸人が一緒にネタをしたい芸人を指名し、1日限りのスペシャルコラボコントやスペシャルコラボ漫才を披露する特別編。
【MC】笑福亭鶴瓶、今田耕司
【出演】かまいたち、ニューヨーク、ナイツ、ダチョウ俱楽部、水田信二、山添寛（相席スタート）、盛山晋太郎（見取り図）、ウエストランド、ミキ
| 順 | お笑い芸人     | コラボ芸人                       |
| -- | -------------- | -------------------------------- |
| 1  | かまいたち     | 水田信二、山添寛（相席スタート） |
| 2  | ニューヨーク   | 盛山晋太郎（見取り図）           |
| 3  | ナイツ         | ウエストランド                   |
| 4  | ダチョウ俱楽部 | ミキ                             |

#### 『カーネクスト キングオブコント2024〜KING OF CONTE2024〜』
18時30分 - 21時56分
通算17回目の開催となる、コント日本一を決める大会。
【MC】浜田雅功（ダウンタウン）、日比麻音子（TBSテレビアナウンサー）
【審査員】飯塚悟志（東京03）、小峠英二（バイきんぐ）、秋山竜次（ロバート）、山内健司（かまいたち）、じろう（シソンヌ）
【ファイナリスト】cacao、コットン、シティホテル3号室、ダンビラムーチョ、ニッポンの社長、ファイヤーサンダー、や団、ラブレターズ、ロングコートダディ、隣人

## ネット局
| 放送対象地域   | 放送局                    | 系列    | 放送時間 | ネット状況 |
| -------------- | ------------------------- | ------- | --- | ---------- |
| 関東広域圏     | TBSテレビ（TBS）          | TBS系列 | 2020年9月26日（土） 14:00 - 21:54 （第1回） 2021年10月2日（土） 14:00 - 21:54 （第2回） 2022年10月8日（土） 14:00 - 21:54 （第3回） 2023年10月21日（土）14:00 - 21:54 （第4回） | 【制作局】 |
| 北海道         | 北海道放送（HBC）         | TBS系列 | 2020年9月26日（土） 14:00 - 21:54 （第1回） 2021年10月2日（土） 14:00 - 21:54 （第2回） 2022年10月8日（土） 14:00 - 21:54 （第3回） 2023年10月21日（土）14:00 - 21:54 （第4回） | 同時ネット |
| 青森県         | 青森テレビ（ATV）         | TBS系列 | 2020年9月26日（土） 14:00 - 21:54 （第1回） 2021年10月2日（土） 14:00 - 21:54 （第2回） 2022年10月8日（土） 14:00 - 21:54 （第3回） 2023年10月21日（土）14:00 - 21:54 （第4回） | 同時ネット |
| 岩手県         | IBC岩手放送（IBC）        | TBS系列 | 2020年9月26日（土） 14:00 - 21:54 （第1回） 2021年10月2日（土） 14:00 - 21:54 （第2回） 2022年10月8日（土） 14:00 - 21:54 （第3回） 2023年10月21日（土）14:00 - 21:54 （第4回） | 同時ネット |
| 宮城県         | 東北放送（tbc）           | TBS系列 | 2020年9月26日（土） 14:00 - 21:54 （第1回） 2021年10月2日（土） 14:00 - 21:54 （第2回） 2022年10月8日（土） 14:00 - 21:54 （第3回） 2023年10月21日（土）14:00 - 21:54 （第4回） | 同時ネット |
| 山形県         | テレビユー山形（TUY）     | TBS系列 | 2020年9月26日（土） 14:00 - 21:54 （第1回） 2021年10月2日（土） 14:00 - 21:54 （第2回） 2022年10月8日（土） 14:00 - 21:54 （第3回） 2023年10月21日（土）14:00 - 21:54 （第4回） | 同時ネット |
| 福島県         | テレビユー福島（TUF）     | TBS系列 | 2020年9月26日（土） 14:00 - 21:54 （第1回） 2021年10月2日（土） 14:00 - 21:54 （第2回） 2022年10月8日（土） 14:00 - 21:54 （第3回） 2023年10月21日（土）14:00 - 21:54 （第4回） | 同時ネット |
| 山梨県         | テレビ山梨（UTY）         | TBS系列 | 2020年9月26日（土） 14:00 - 21:54 （第1回） 2021年10月2日（土） 14:00 - 21:54 （第2回） 2022年10月8日（土） 14:00 - 21:54 （第3回） 2023年10月21日（土）14:00 - 21:54 （第4回） | 同時ネット |
| 長野県         | 信越放送（SBC）           | TBS系列 | 2020年9月26日（土） 14:00 - 21:54 （第1回） 2021年10月2日（土） 14:00 - 21:54 （第2回） 2022年10月8日（土） 14:00 - 21:54 （第3回） 2023年10月21日（土）14:00 - 21:54 （第4回） | 同時ネット |
| 新潟県         | 新潟放送（BSN）           | TBS系列 | 2020年9月26日（土） 14:00 - 21:54 （第1回） 2021年10月2日（土） 14:00 - 21:54 （第2回） 2022年10月8日（土） 14:00 - 21:54 （第3回） 2023年10月21日（土）14:00 - 21:54 （第4回） | 同時ネット |
| 静岡県         | 静岡放送（SBS）           | TBS系列 | 2020年9月26日（土） 14:00 - 21:54 （第1回） 2021年10月2日（土） 14:00 - 21:54 （第2回） 2022年10月8日（土） 14:00 - 21:54 （第3回） 2023年10月21日（土）14:00 - 21:54 （第4回） | 同時ネット |
| 富山県         | チューリップテレビ（TUT） | TBS系列 | 2020年9月26日（土） 14:00 - 21:54 （第1回） 2021年10月2日（土） 14:00 - 21:54 （第2回） 2022年10月8日（土） 14:00 - 21:54 （第3回） 2023年10月21日（土）14:00 - 21:54 （第4回） | 同時ネット |
| 石川県         | 北陸放送（MRO）           | TBS系列 | 2020年9月26日（土） 14:00 - 21:54 （第1回） 2021年10月2日（土） 14:00 - 21:54 （第2回） 2022年10月8日（土） 14:00 - 21:54 （第3回） 2023年10月21日（土）14:00 - 21:54 （第4回） | 同時ネット |
| 中京広域圏     | CBCテレビ（CBC）          | TBS系列 | 2020年9月26日（土） 14:00 - 21:54 （第1回） 2021年10月2日（土） 14:00 - 21:54 （第2回） 2022年10月8日（土） 14:00 - 21:54 （第3回） 2023年10月21日（土）14:00 - 21:54 （第4回） | 同時ネット |
| 近畿広域圏     | 毎日放送（MBS）           | TBS系列 | 2020年9月26日（土） 14:00 - 21:54 （第1回） 2021年10月2日（土） 14:00 - 21:54 （第2回） 2022年10月8日（土） 14:00 - 21:54 （第3回） 2023年10月21日（土）14:00 - 21:54 （第4回） | 同時ネット |
| 鳥取県・島根県 | 山陰放送（BSS）           | TBS系列 | 2020年9月26日（土） 14:00 - 21:54 （第1回） 2021年10月2日（土） 14:00 - 21:54 （第2回） 2022年10月8日（土） 14:00 - 21:54 （第3回） 2023年10月21日（土）14:00 - 21:54 （第4回） | 同時ネット |
| 岡山県・香川県 | RSK山陽放送（RSK）        | TBS系列 | 2020年9月26日（土） 14:00 - 21:54 （第1回） 2021年10月2日（土） 14:00 - 21:54 （第2回） 2022年10月8日（土） 14:00 - 21:54 （第3回） 2023年10月21日（土）14:00 - 21:54 （第4回） | 同時ネット |
| 広島県         | 中国放送（RCC）           | TBS系列 | 2020年9月26日（土） 14:00 - 21:54 （第1回） 2021年10月2日（土） 14:00 - 21:54 （第2回） 2022年10月8日（土） 14:00 - 21:54 （第3回） 2023年10月21日（土）14:00 - 21:54 （第4回） | 同時ネット |
| 山口県         | テレビ山口（tys）         | TBS系列 | 2020年9月26日（土） 14:00 - 21:54 （第1回） 2021年10月2日（土） 14:00 - 21:54 （第2回） 2022年10月8日（土） 14:00 - 21:54 （第3回） 2023年10月21日（土）14:00 - 21:54 （第4回） | 同時ネット |
| 愛媛県         | あいテレビ（itv）         | TBS系列 | 2020年9月26日（土） 14:00 - 21:54 （第1回） 2021年10月2日（土） 14:00 - 21:54 （第2回） 2022年10月8日（土） 14:00 - 21:54 （第3回） 2023年10月21日（土）14:00 - 21:54 （第4回） | 同時ネット |
| 高知県         | テレビ高知（KUTV）        | TBS系列 | 2020年9月26日（土） 14:00 - 21:54 （第1回） 2021年10月2日（土） 14:00 - 21:54 （第2回） 2022年10月8日（土） 14:00 - 21:54 （第3回） 2023年10月21日（土）14:00 - 21:54 （第4回） | 同時ネット |
| 福岡県         | RKB毎日放送（RKB）        | TBS系列 | 2020年9月26日（土） 14:00 - 21:54 （第1回） 2021年10月2日（土） 14:00 - 21:54 （第2回） 2022年10月8日（土） 14:00 - 21:54 （第3回） 2023年10月21日（土）14:00 - 21:54 （第4回） | 同時ネット |
| 長崎県         | 長崎放送（NBC）           | TBS系列 | 2020年9月26日（土） 14:00 - 21:54 （第1回） 2021年10月2日（土） 14:00 - 21:54 （第2回） 2022年10月8日（土） 14:00 - 21:54 （第3回） 2023年10月21日（土）14:00 - 21:54 （第4回） | 同時ネット |
| 熊本県         | 熊本放送（RKK）           | TBS系列 | 2020年9月26日（土） 14:00 - 21:54 （第1回） 2021年10月2日（土） 14:00 - 21:54 （第2回） 2022年10月8日（土） 14:00 - 21:54 （第3回） 2023年10月21日（土）14:00 - 21:54 （第4回） | 同時ネット |
| 大分県         | 大分放送（OBS）           | TBS系列 | 2020年9月26日（土） 14:00 - 21:54 （第1回） 2021年10月2日（土） 14:00 - 21:54 （第2回） 2022年10月8日（土） 14:00 - 21:54 （第3回） 2023年10月21日（土）14:00 - 21:54 （第4回） | 同時ネット |
| 宮崎県         | 宮崎放送（MRT）           | TBS系列 | 2020年9月26日（土） 14:00 - 21:54 （第1回） 2021年10月2日（土） 14:00 - 21:54 （第2回） 2022年10月8日（土） 14:00 - 21:54 （第3回） 2023年10月21日（土）14:00 - 21:54 （第4回） | 同時ネット |
| 鹿児島県       | 南日本放送（MBC）         | TBS系列 | 2020年9月26日（土） 14:00 - 21:54 （第1回） 2021年10月2日（土） 14:00 - 21:54 （第2回） 2022年10月8日（土） 14:00 - 21:54 （第3回） 2023年10月21日（土）14:00 - 21:54 （第4回） | 同時ネット |
| 沖縄県         | 琉球放送（RBC）           | TBS系列 | 2020年9月26日（土） 14:00 - 21:54 （第1回） 2021年10月2日（土） 14:00 - 21:54 （第2回） 2022年10月8日（土） 14:00 - 21:54 （第3回） 2023年10月21日（土）14:00 - 21:54 （第4回） | 同時ネット |

## スタッフ
【お笑いの日2020】
- 制作：中川通成（TBSテレビ）
- 全体構成：大平尚志、細川拓朗、デーブ八坂、澤井直人
- ナレーション：神谷浩史
- 制作協力：吉本興業
- 宣伝AP：斎藤樹里
- 公開：松本裕二、中垣雄稀
- デスク：松崎由美
- 宣伝：小林久幸・小山陽介（TBSテレビ）
- 編成：上田淳也・高市廉（TBSテレビ）
- 制作：神尾祐輔（TBSテレビ）
- MP：渡辺英樹・樋江井彰敏（TBSテレビ）
- AD：松本佳奈子、石丸千博、須賀大輝
- チーフAD：西原来
- 協力プロデューサー：鈴木一慶（吉本興業）
- 宣伝プロデューサー：田村恵里（TBSテレビ）
- プロデューサー：神夏磯秀（吉本興業）
- 総合演出：浜田諒介（TBSテレビ）
- チーフプロデューサー：坂本義幸（TBSテレビ）
- 製作著作：TBS

【お笑いの日2021】
- 全体構成：大平尚志、細川拓朗
- ナレーション：神谷浩史
- 制作協力：吉本興業
- 宣伝AP：斎藤樹里、近藤陽子
- 公開：松本裕二、中垣雄稀
- デスク：松崎由美
- 宣伝：小林久幸・小山陽介・藤塚基広（TBSテレビ）
- 編成：高市廉（TBSテレビ）
- 制作：神尾祐輔（TBSテレビ）
- AD：清水萌加
- チーフAD：松本佳奈子（TBSテレビ）
- 担当プロデューサー：樋江井彰敏・田邊哲平（TBSテレビ）、鈴木一慶（吉本興業）
- 宣伝プロデューサー：田村恵里（TBSテレビ）
- プロデューサー：高柳健人（TBSテレビ）、神夏磯秀（吉本興業）
- 総合演出：浜田諒介（TBSテレビ）
- 制作プロデューサー：坂本義幸（TBSテレビ）
- 製作著作：TBS

【お笑いの日2022】
- 全体構成：大平尚志、細川拓朗
- ナレーション：神谷浩史
- 制作協力：吉本興業
- 宣伝AP：山野江美香、松原杏奈、加藤椎菜
- 公開：松本裕二、橋本祐太、中垣雄稀
- デスク：松崎由美
- 宣伝：稲垣真穂・中島聡・林遼二（TBSテレビ）
- 編成：柳沢光一郎・野村和矢（TBSテレビ）
- 制作：神尾祐輔・上田淳也（TBSテレビ）
- AD：出野義樹、小倉早貴
- チーフAD：山崎純
- 担当プロデューサー：樋江井彰敏・田邊哲平（TBSテレビ）、鈴木一慶（吉本興業）
- 宣伝プロデューサー：田村恵里・白畑将一（TBSテレビ）
- プロデューサー：高柳健人（TBSテレビ）、神夏磯秀（吉本興業）
- 総合演出：浜田諒介（TBSテレビ）
- 制作プロデューサー：坂本義幸（TBSテレビ）
- 製作著作：TBS

【お笑いの日2023】
- 全体構成：大平尚志、細川拓朗
- ナレーション：神谷浩史
- 制作協力：吉本興業
- 宣伝AP：武藤佑樹、土田香織
- 公開：松元裕二、橋本祐太、中垣雄稀
- デスク：松崎由美
- 宣伝：齋藤朱里・萩野谷剛・林遼二（TBSテレビ）
- 編成︰野村和矢（TBSテレビ）
- 制作：神尾祐輔・上田淳也（TBSテレビ）
- AD：藤川栞帆、曽根颯太
- チーフAD：菅野綾音
- 宣伝プロデューサー：白畑将一（TBSテレビ）
- プロデューサー：樋江井彰敏・田邉哲平・福島伸浩（TBSテレビ）、鈴木一慶（吉本興業）
- チーフプロデューサー：神夏磯秀（吉本興業）
- 総合プロデューサー：高柳健人（TBSテレビ）
- 総合演出：浜田諒介（TBSテレビ）
- 制作プロデューサー：坂本義幸（TBSテレビ）
- 製作著作：TBS

【お笑いの日2024】
- 全体構成：大井洋一、竹村武司、大西右人、関野樹、細川拓朗/川上潤也、山形遼介
- ナレーション：神谷浩史
- 制作協力：吉本興業
- デスク：松崎由美
- チーフAD︰菅野綾音
- AD：藤川栞帆
- 配信：塩川篤史・川元崇史・寺田祥・菅原里子（TBSテレビ）
- 宣伝：齋藤朱里・萩野谷剛・田口悠（TBSテレビ）
- 編成：野村和矢（TBSテレビ）
- 制作：上田淳也・軸原資雄（TBSテレビ）
- プロデューサー：樋江井彰敏・志賀大士・田邊哲平（TBSテレビ）、鈴木一慶（吉本興業）/佐々木将・神夏磯秀（吉本興業）
- 宣伝プロデューサー：伊藤良美（TBSテレビ）、角田英次郎（吉本興業）
- 制作プロデューサー：坂本義幸（TBSテレビ）
- 総合監修：神尾祐輔・浜田諒介（TBSテレビ）
- 総合プロデューサー：高柳健人（TBSテレビ）
- 製作著作：TBS